# انتخابات الرئاسة الأمريكية 1920
الانتخابات الرئاسية الأمريكية 1920 هي الانتخابات الرئاسية الأمريكية التي جرت في 2 نوفمبر 1920، لانتخاب رئيس الولايات المتحدة، فاز بالانتخابات وارن جي. هاردينغ.

## المرشحين
| المرشح           | الحزب | عدد الأصوات |
| ---------------- | ----- | ----------- |
| وارن جي. هاردينغ |       |             |